# Недопёсок Наполеон III
«Недопёсок Наполеон III» — художественный фильм режиссёра Эдуарда Бочарова  по повести Юрия Коваля «Недопёсок». Снят на Центральной киностудии детских и юношеских фильмов имени М. Горького в 1978 году.

## Сюжет
Со зверофермы «Мшага» убежал ценный песец-недопёсок по кличке Наполеон III. Через некоторое время он объявился в деревне Ковылкино. Благодаря усилиям школьницы Веры Мериновой и маленького Алёшки зверь был спасён и передан подоспевшим работникам питомника.
До разговора с директором зверофермы ребята не хотели отдавать песца, из которого, по их мнению, должны были сделать шапку. Фёдор Ерофеевич убедил их, что у работников фермы есть надежда получить при помощи этого зверя уникальной красоты новую селекционную ветвь и генетическую линию, а если повезёт, то и новую породу.
Вере Мериновой директор предложил возглавить кружок юных звероводов, который он обязался организовать на своём предприятии.

## В ролях
- Максим Сидоров — дошкольник, Алёшка Серпокрылов
- Анна Золотарёва — Вера Меринова
- Дмитрий Ивановский — Витька Белов
- Валерий Феофанов — Быкодоров
- Вадим Захарченко — Серпокрылов-отец, директор школы
- Николай Сморчков — Фёдор Ерофеевич Некрасов, директор зверофермы
- Даниил Нетребин — отец Веры Мериновой
- Светлана Светличная — мама Веры Мериновой
- Валентина Ананьина — учительница физкультуры
- Людмила Иванова — Прасковья
- Александр Январёв — дядя Миша, браконьер
- Мария Виноградова — школьная техничка
- Эдуард Бочаров — Карасёв, деревенский колдун
- Майя Булгакова — продавщица сельмага

## Съёмочная группа
- Автор сценария: Эдуард Бочаров, Юрий Коваль
- Режиссёр-постановщик: Эдуард Бочаров
- Оператор-постановщик: Христофор Триандафилов
- Композитор: Борис Карамышев
- Текст и исполнение песен: Юрий Коваль
- Художник-постановщик: Игорь Бахметьев

## Награды
- 1979 — XII Всесоюзный кинофестиваль в Ашхабаде: 2-я премия за художественный фильм для детей и юношества.[1]